# Colegiul Național de Informatică „Spiru Haret” din Suceava

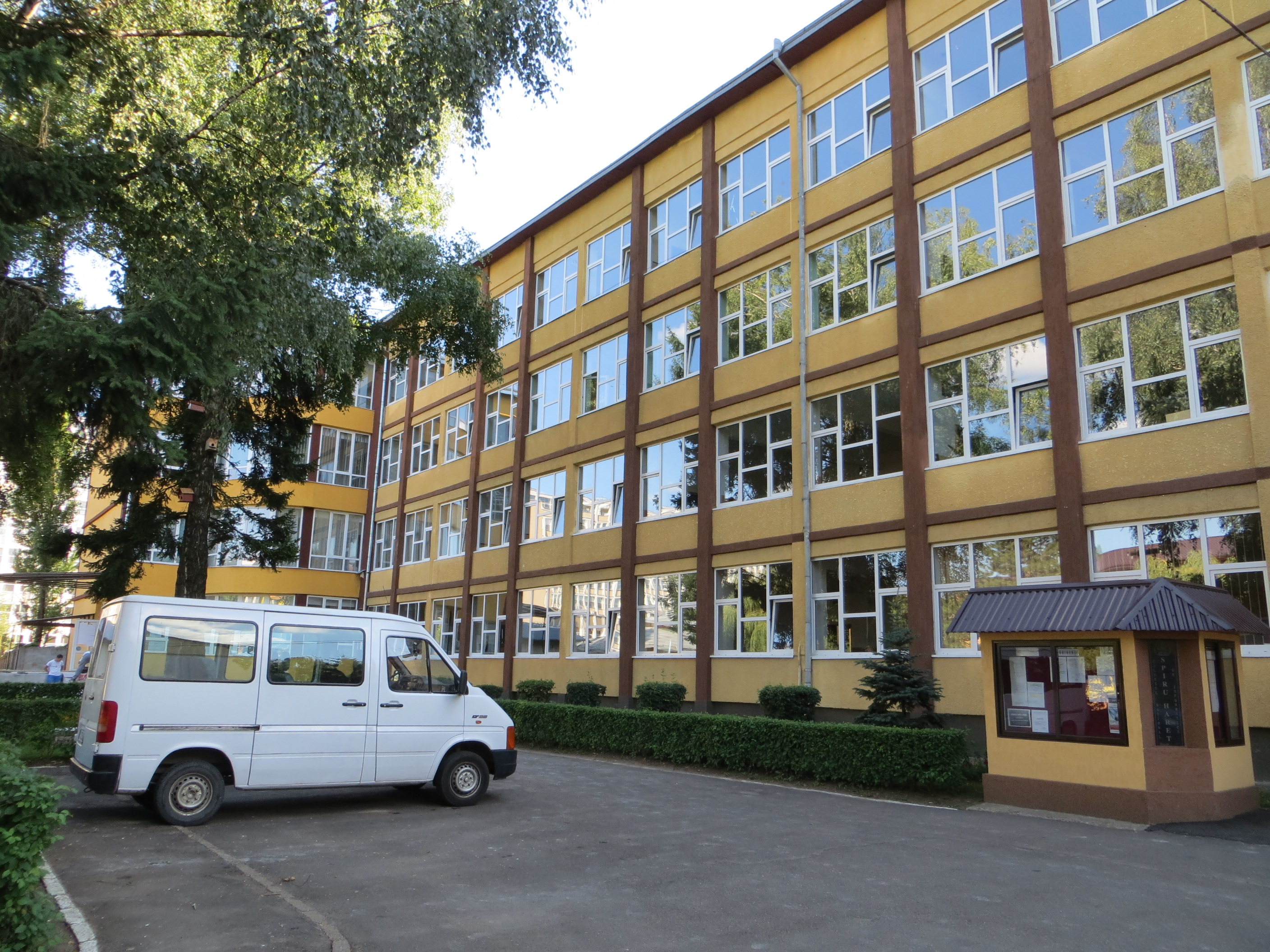
Colegiul Național de Informatică „Spiru Haret” din Suceava

Colegiul Național de Informatică „Spiru Haret” este o instituție de învățământ liceal din municipiul Suceava, înființată în anul 1990 sub numele Liceul de Informatică. În prezent, colegiul funcționează într-o clădire situată pe strada Zorilor nr. 17, în cartierul George Enescu.

## Istoric
Liceul apare pe harta sistemului educațional sucevean imediat după Revoluția din 1989. Spațiile pentru desfășurarea orelor de curs ale proaspetei unități liceale sunt în incinta unei clădirii noi la acea vreme, situată pe bulevardul 1 Decembrie 1918, în cartierul George Enescu. Liceul funcționează la început cu câte patru clase de informatică pentru fiecare an de studiu. În 1994, sunt înființate primele clase de gimnaziu.
Deoarece liceul se află localizat în cartierul Obcini, cel mai tânăr cartier sucevean de blocuri construit în perioada regimului comunist, ca urmare a creșterii într-un ritm alert al numărului copiilor din zonă, în clădirea liceului se desfășoară și orele de curs ale Școlii Generale nr. 9, înființată în septembrie 1994. Deoarece aceasta este singura școală din cartier, numărul elevilor crește rapid în anii următori, ajungând până la circa 3.100.
Din cauza lipsei de spațiu, în 1998, Liceul de Informatică își mută sediul în clădirea Grupului Școlar Sanitar Suceava, situată pe strada Zorilor nr. 17, în cartierul George Enescu, în spatele Spitalului Județean (Spitalul Nou). În clădirea din Obcini rămâne doar școala generală, care funcționează și în prezent, sub denumirea de Școala Gimnazială „Ion Creangă”. De asemenea, în baza Ordinului Ministerului Educației Naționale nr. 4402 din 31 august 1998, Liceul de Informatică preia clasele de liceu teoretic ale Grupului Școlar Sanitar Suceava, baza materială a acestuia și cadrele didactice. În urma fuziunii, liceul își diversifică specializările: matematică, informatică, științele naturii, etc.
Unitatea de învățământ își schimbă pentru prima oară titulatura în august 1999, când aceasta devine Liceul de Informatică „Spiru Haret”. La data de 21 iunie 2005, numele se schimbă din nou, de data aceasta în Colegiul Național de Informatică „Spiru Haret”, titulatură păstrată până în prezent.
În anul 2015, în cadrul liceului care împlinește un sfert de secol de activitate, învață 798 de elevi, repartizați în 29 de clase. În unitate activează 56 de cadre didactice și 32 de membri ai personalului auxiliar și nedidactic.
Colegiul Național de Informatică „Spiru Haret”, alături de Colegiul Național „Ștefan cel Mare” și de Colegiul Național „Petru Rareș”, reprezintă unul dintre cele mai importante licee cu profil teoretic din Suceava.

## Monumente
În curtea Colegiului de Informatică din Suceava, la strada Zorilor, a fost amplasat bustul lui Spiru Haret (1851–1912), cel care dă numele liceului, om de știință renumit pentru organizarea învățământului modern românesc din funcția de ministru al educației. Bustul este realizat din bronz de sculptorul L. Predescu și se află pe un soclu în trepte, placat cu marmură. În soclu este încastrată o placă cu următoarea inscripție: „Spiru Haret 1851–1912”.

## Imagini

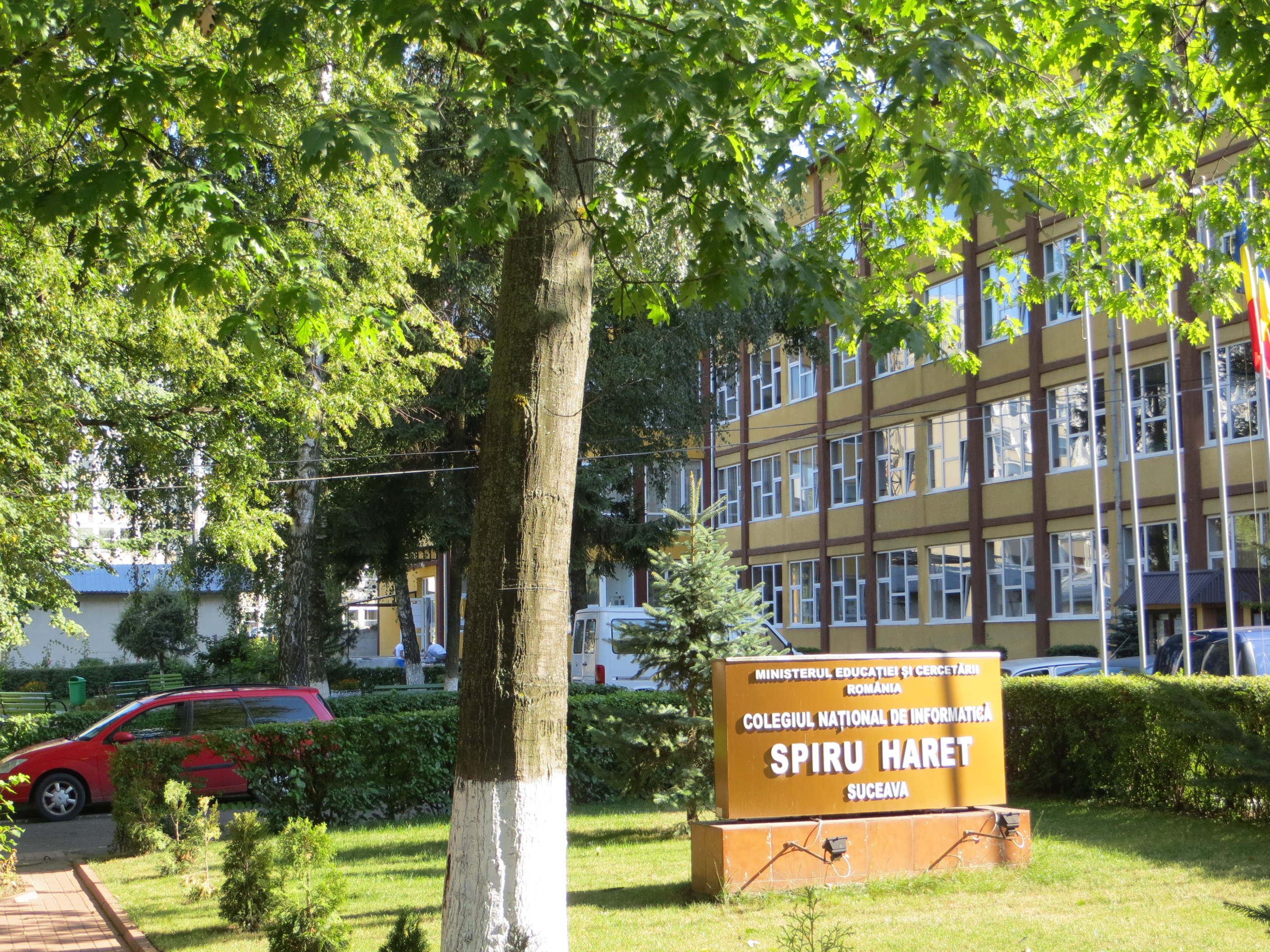
Colegiul Național de Informatică „Spiru Haret” din Suceava
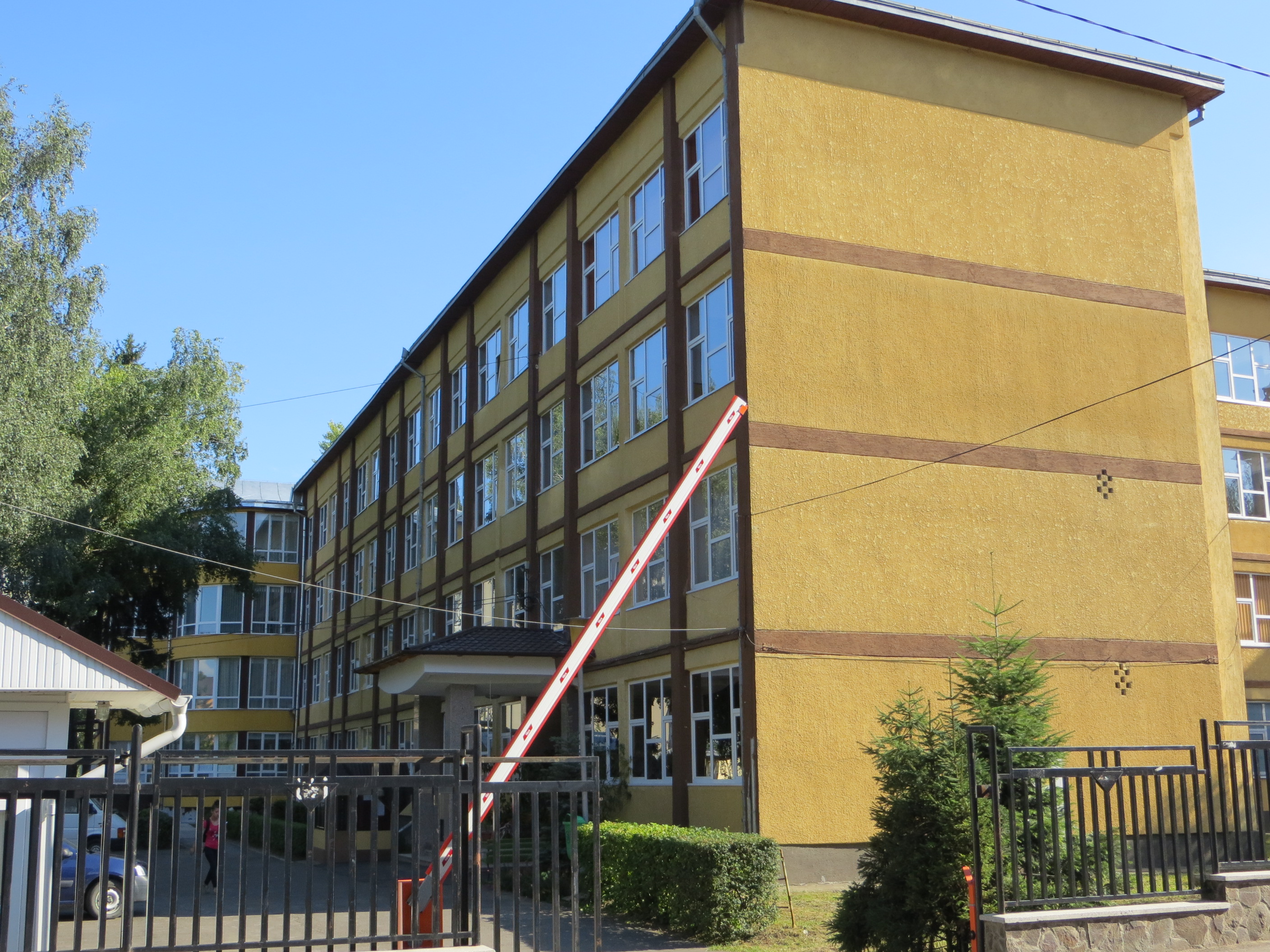
Colegiul Național de Informatică „Spiru Haret” din Suceava
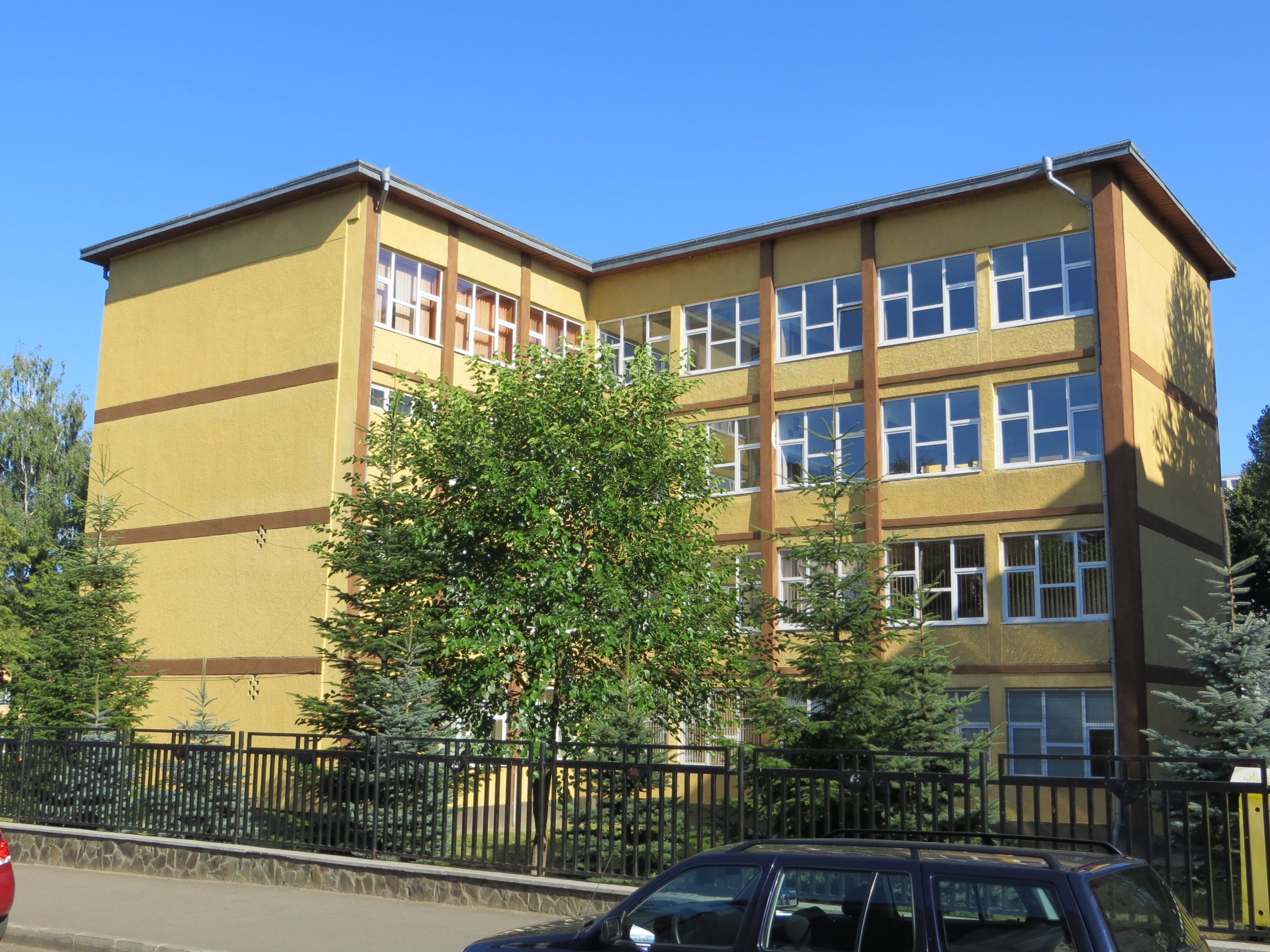
Colegiul Național de Informatică „Spiru Haret” din Suceava
Bustul lui Spiru Haret, amplasat în curtea colegiului